# يوشيهيرو ناكانو
يوشيهيرو ناكانو (باليابانية: 中野 嘉大) (24 فبراير 1993 في اكونه في اليابان – )؛ هو لاعب كرة قدم ياباني سابق كان يلعب كلاعب وسط.

## وصلات خارجية
- يوشيهيرو ناكانو على موقع رابطة كرة القدم اليابانية للمحترفين (اليابانية)
- يوشيهيرو ناكانو على موقع إي إس بي إن إف سي (الإنجليزية)
- يوشيهيرو ناكانو على موقع قاعدة بيانات كرة القدم.إي يو (الإنجليزية)
- يوشيهيرو ناكانو على موقع Soccerbase.com (لاعب) (الإنجليزية)
- يوشيهيرو ناكانو على موقع Soccerway.com (الإنجليزية)
- يوشيهيرو ناكانو على موقع عالم كرة القدم.نت (الإنجليزية)
- يوشيهيرو ناكانو على موقع كووورة